# جزيرة أوميغا
```
جزيرة أوميغا (بالإنجليزية
 
Omega Island)
 
جزيرة
 في 
القارة القطبية الجنوبية
، تقع مباشرة جنوب 
جزيرة إيتا
، وهي واحدة من مجموعة جزر يطلق عليها مجتمعة اسم «
جزر ميلشيور
» في 
أرخبيل بالمر،
 يبلغ طولها حوالي 2 ميل بحري (3.7 كم).
[
1
]
[
2
]
[
3
]
```

جزيرة أوميغا هي الجزيرة الأكبر في مجموعة جزر ميلشيور وتقع في الجزء الجنوبي الشرقي من المجموعة. كانت مجموعة جزر ميلشيور يطلق عليها سابقا اسم «أيل ميلشيور» وسميت من قبل البعثة الفرنسية في أنتاركتيكا تحت قيادة جان باتيست تشاركوت سنة 1903–1905، أما اليوم فإن اسم «ميلشيور» فقط هو المستخدم لتسمية مجموعة الجزر بأكملها.
تم إجراء مسح تقريبي لجزيرة أوميغا من قِبل أفراد من شركة (Discovery Investigations) في عام 1927. يعتقد أن اسم أوميغا (المستمد من الحرف الأخير من الأبجدية اليونانية) قد استخدم لأول مرة في مخطط حكومي أرجنتيني عام 1946 في أعقاب استطلاعات أجرتها البعثات الأرجنتينية في جزر ميلشيور في عامي 1942 و 1943.